# Caroubier
Ceratonia siliqua
Espèce
Le Caroubier,, (Ceratonia siliqua L.) est une espèce de plantes à fleurs de la famille des Légumineuses (ou Fabacées). C'est un arbre fruitier méditerranéen trioïque et sempervirent.
Cet arbre est utilisé depuis l'Antiquité pour ses fruits (les caroubes), pour l'homme et le bétail. Capable de produire sur des terrains pauvres en marge des cultures ou sur des coteaux difficiles à cultiver, le caroubier a apporté une ressource vitale à de nombreux peuples de Méditerranée.

## Étymologie

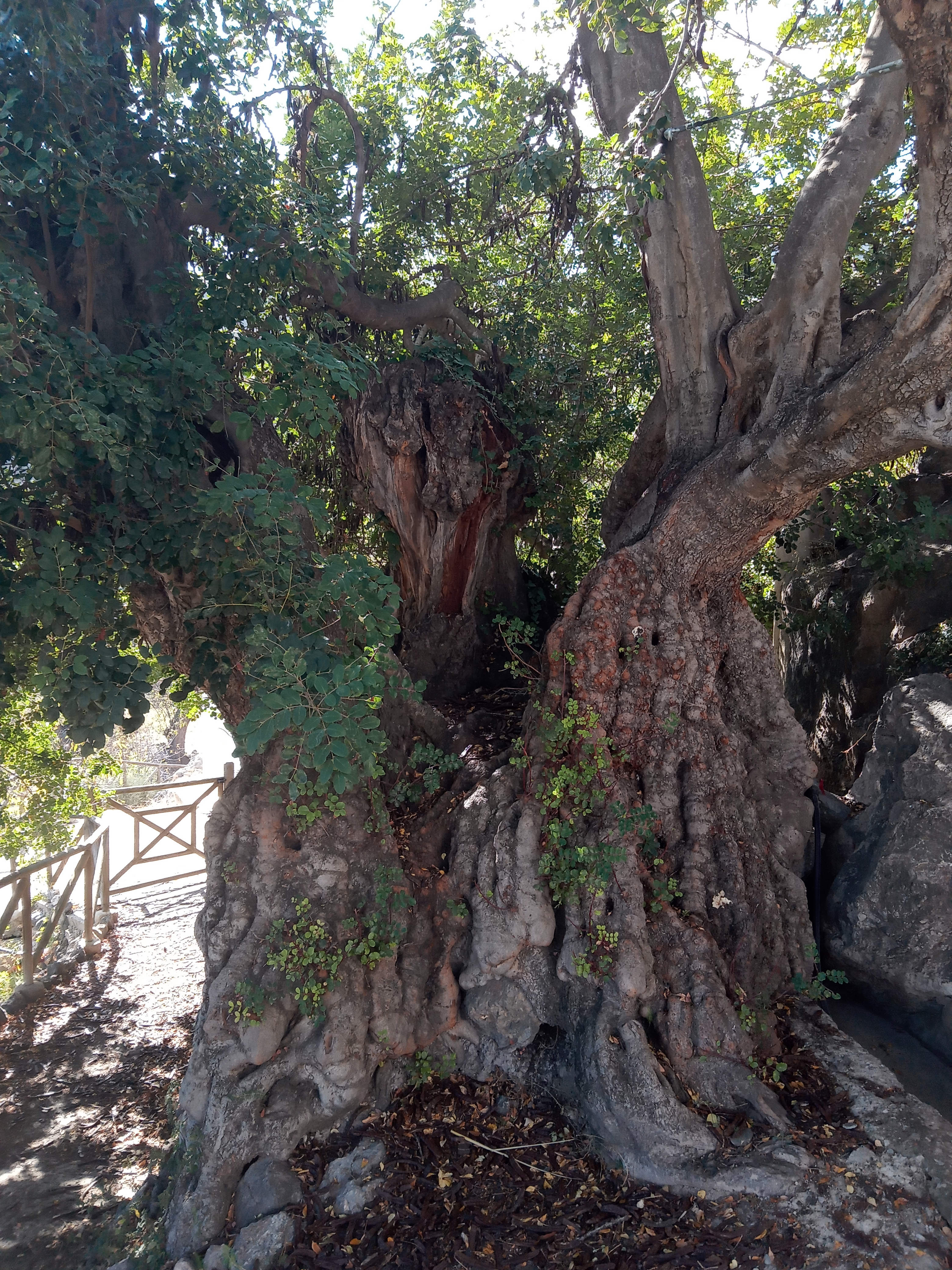
Vieux caroubier.

Le mot « caroubier » vient de l'arabe (الخروب /xarūb/). Son nom générique Ceratonia vient du grec ancien κερατέα / keratéa signifiant « caroubier »,». Le nom d'espèce, siliqua, désigne en latin une silique, ou gousse. Il est aussi appelé carouge, pain de saint Jean-Baptiste, figuier d'Égypte, fève de Pythagore.

## Description

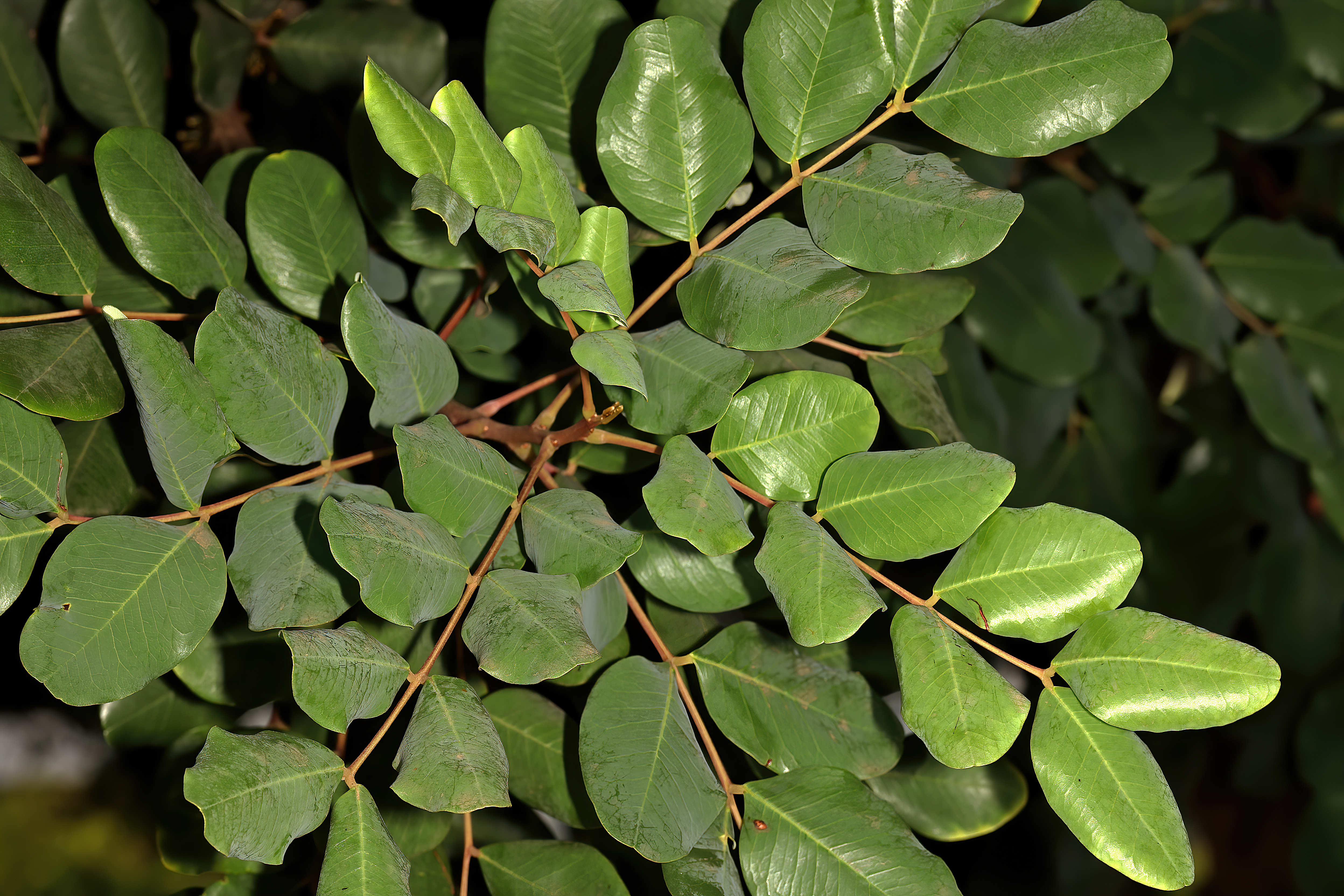
Feuilles de caroubier.

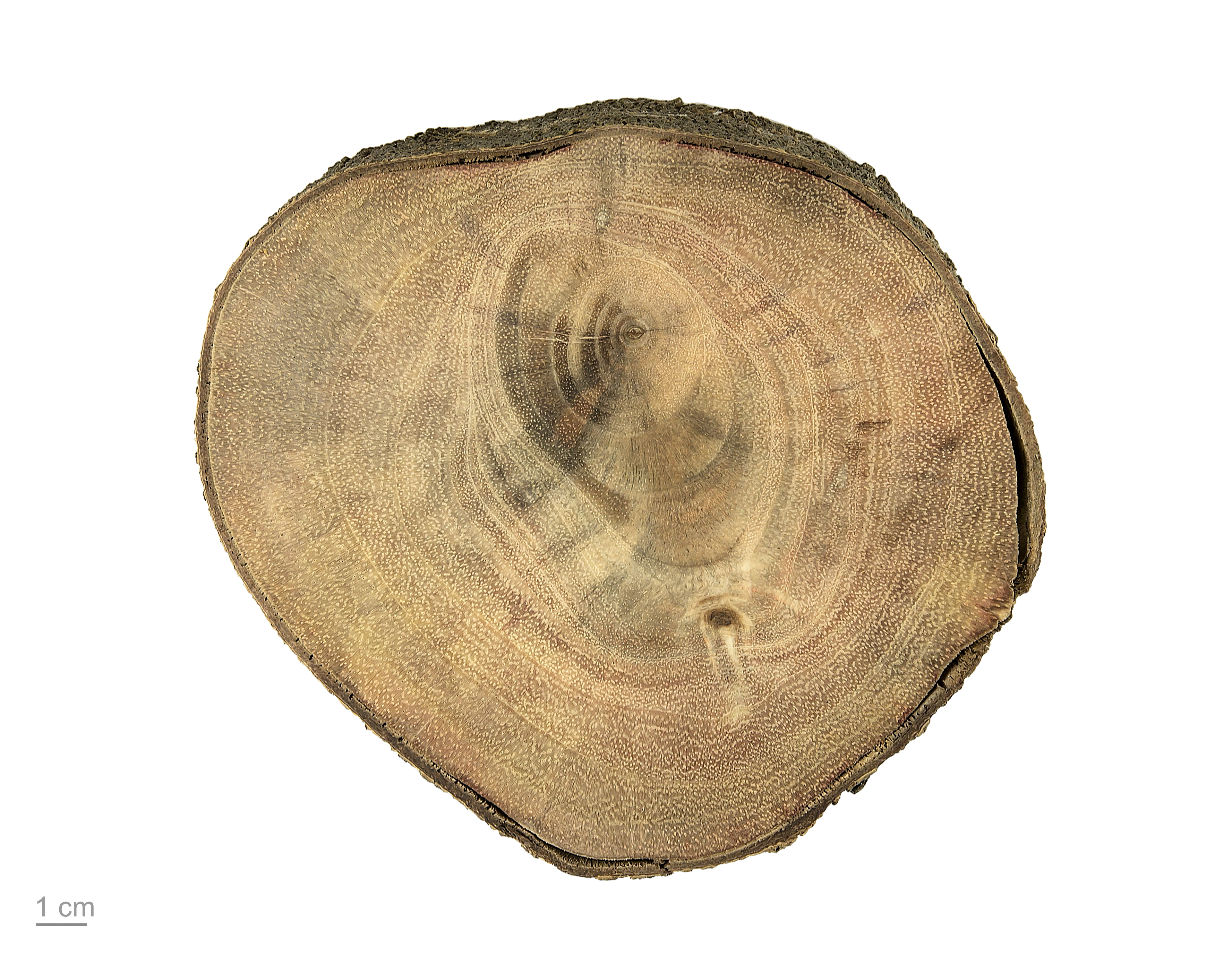
Tronc de caroubier au Muséum de Toulouse.

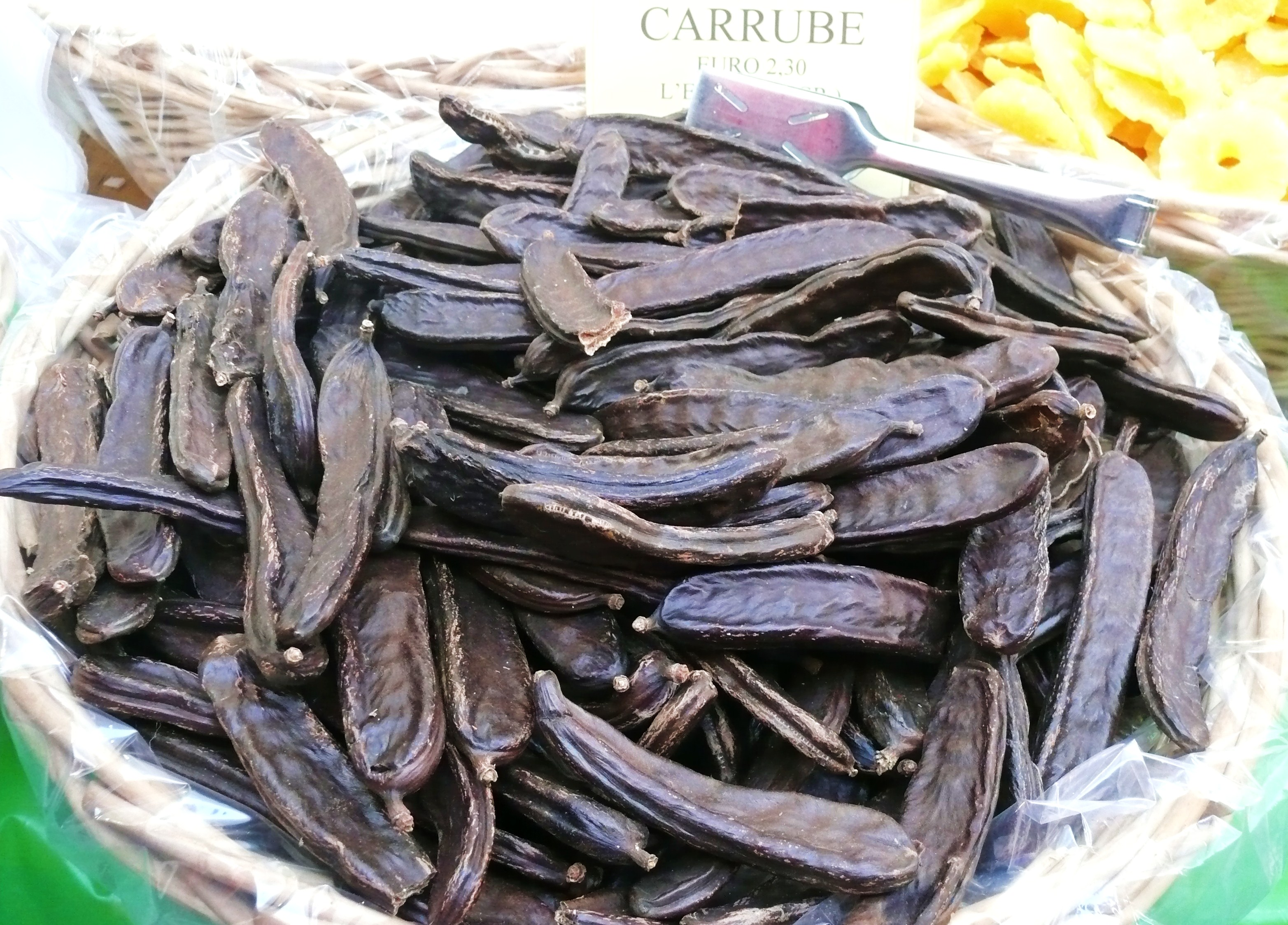
Caroubes en vente.

Le caroubier est un arbre mesurant généralement de cinq à sept mètres de hauteur et pouvant atteindre exceptionnellement quinze mètres.
Le tronc est gros et tordu, l'écorce brune et rugueuse. La frondaison abondamment fournie forme un houppier large.
Il peut atteindre un âge important, certainement de plusieurs siècles comme l'attestent les individus remarquables par la circonférence impressionnante de leur tronc près de Raguse en Sicile.
Les feuilles persistantes, grandes de douze à trente centimètres, alternes, sont composées paripennées et comptent de trois à cinq paires de folioles. De forme ovale, celles-ci sont coriaces, vert sombre luisant au-dessus, tirant sur le rouge sur leur face inférieure.

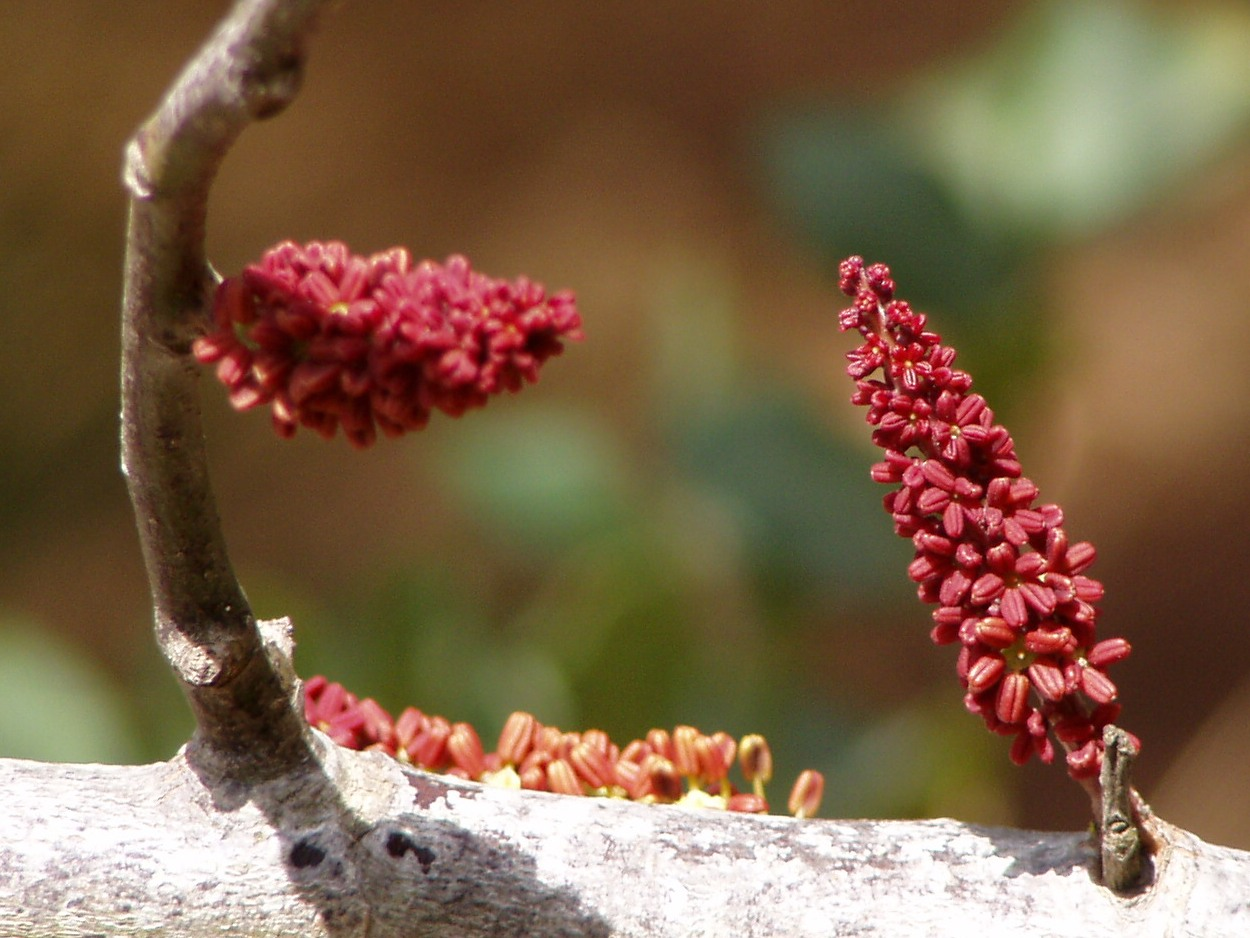
Fleurs de caroubier.

Les inflorescences rouges ou jaunes en grappes en forme de chatons portées sur des éperons de vieux bois de plus de 2 ans et même sur le tronc (cauliflore) apparaissent de septembre à novembre selon le sexe, la variété et le niveau des précipitations. Les fleurs, très petites et nombreuses, mâles ou femelles, rarement hermaphrodites, constituées d'un calice pourpre sans corolle, sont réunies en grappes axillaires cylindriques disposées en spirale le long de l'axe des inflorescences ; elles sont pollinisées par le vent et les insectes. Les fleurs mâles sentent la cyprine humaine, une odeur causée en partie par les amines.
Les mâles à fleurs rouges fleurissent plus longtemps que les mâles à fleurs jaunes, ce qui peut-être important en termes d'optimisation de la pollinisation.

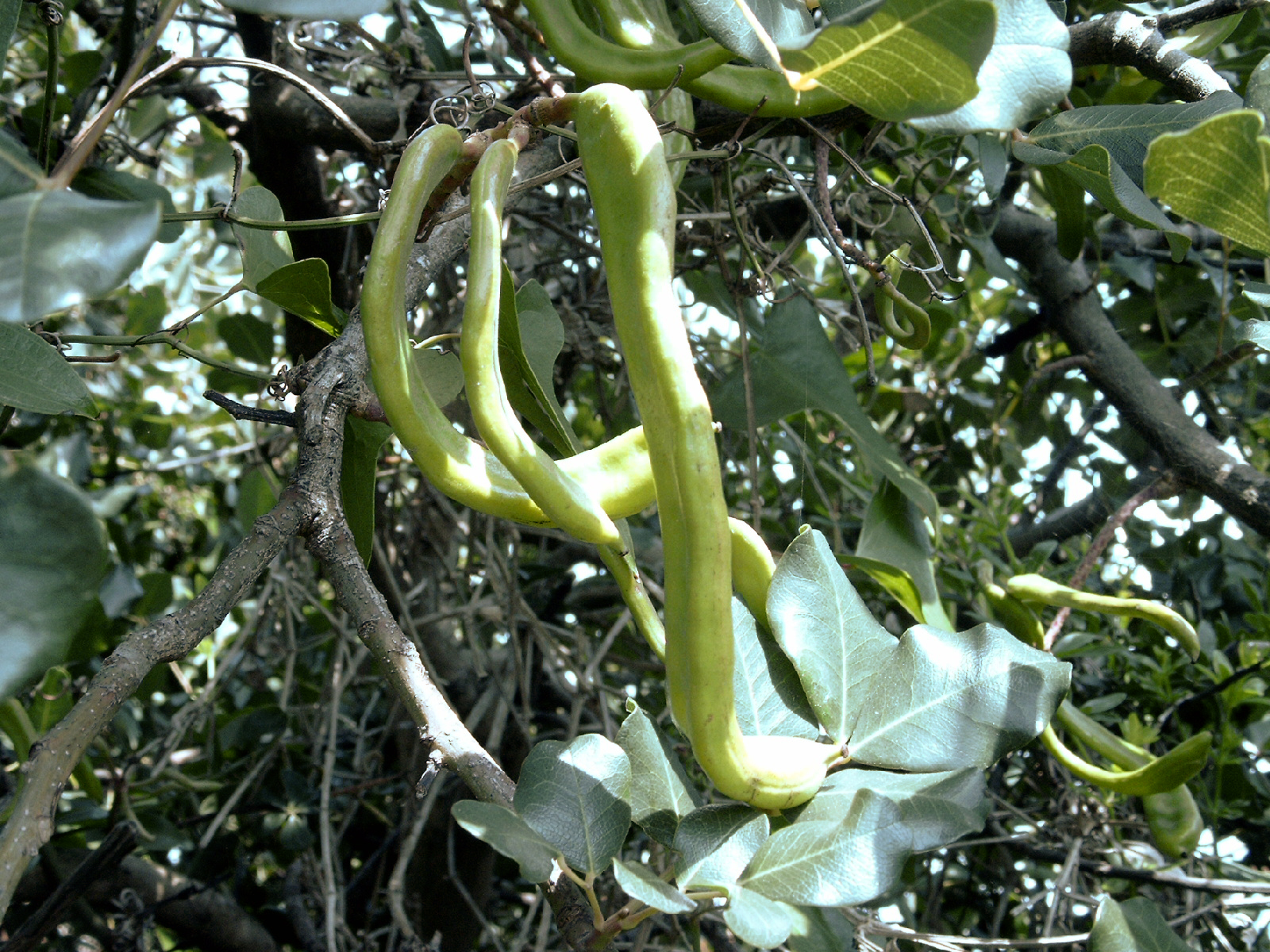
Gousses de caroubier.

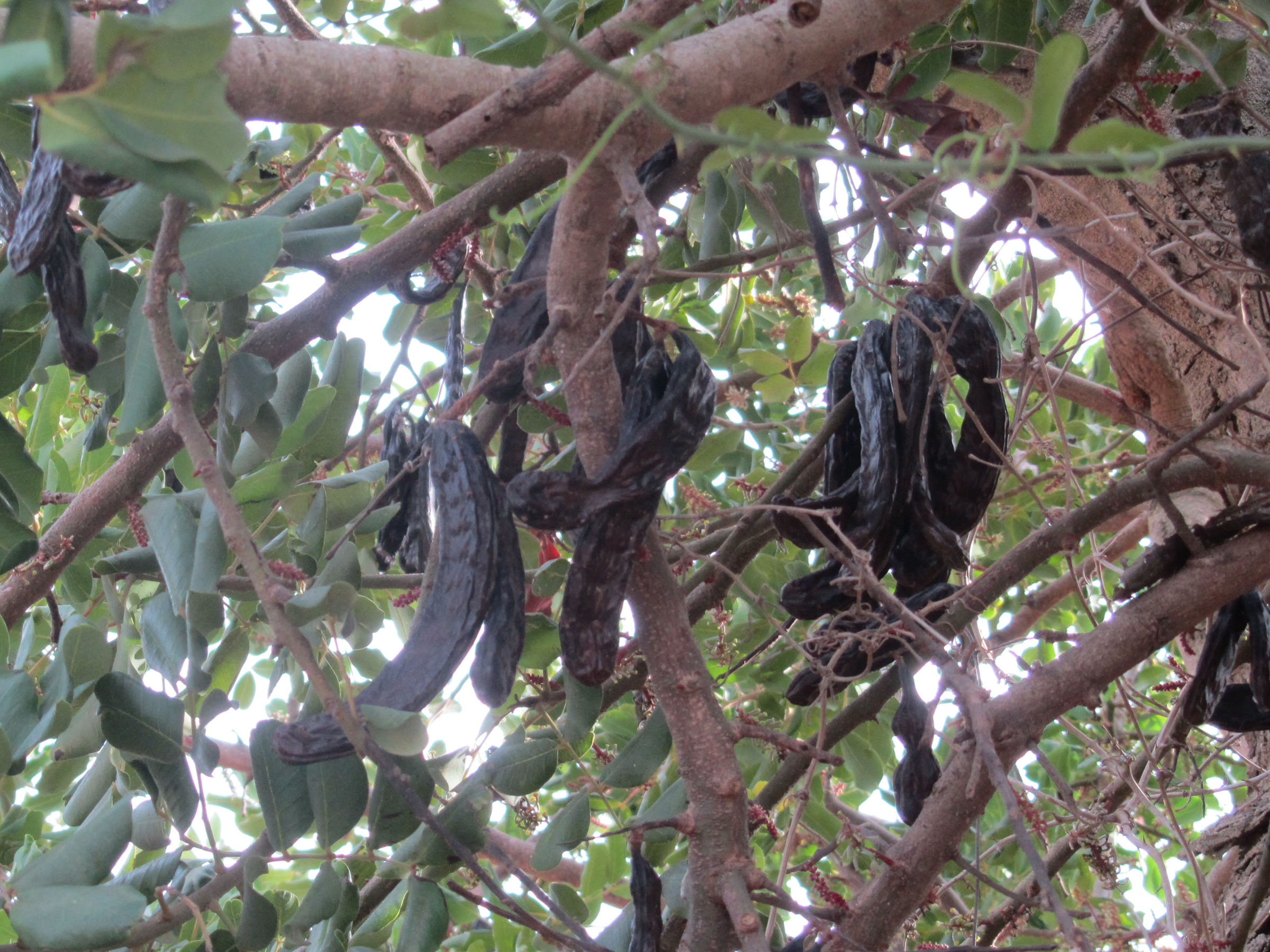
Fruits mûrs de caroubier (Ceratonia siliqua) pendants sur l'arbre.

Les fruits (qui sont en fait des « légumes » au sens premier du terme), appelés « caroubes », sont des gousses pendantes de dix à trente centimètres de long sur un et demi à trois centimètres de largeur. Initialement vertes, elles deviennent brun foncé au stade de maturité, ce qui se produit au mois de juillet de l'année suivante. Elles sont courbées, coriaces, épaisses et indéhiscentes. Les graines de caroube sont brunes, de forme ovoïde aplatie, biconvexes et très dures. Elles sont séparées les unes des autres par des cloisons pulpeuses. On en compte de quinze à vingt par gousse. La pulpe jaune pâle contenue dans les gousses est farineuse et sucrée à maturité. Comestible, au goût chocolaté, elle est parfois consommée. Les graines ont servi d'unité de mesure dans l'Antiquité. Une légende ancienne voulait que leur masse soit régulière, ce qui a été infirmé par une étude. Leur nom est à l'origine du carat (emprunté à l'arabe qirât), qui représentait la masse d'une graine de caroube, dans le commerce des pierres précieuses. Actuellement, l'appellation du carat est toujours utilisée comme unité de masse : 1 carat de diamant représente le diamètre et la masse correspondant d'une pierre taillée dans les bonnes proportions pour un diamant taille brillant rond 57 facettes de diamètre 6,4 mm. De même, siliqua, nom latin de la caroube, fut chez les Romains le nom d'une unité valant 1/6 de scrupule.
Le nombre de chromosomes est 2n = 24.

## Répartition

Aire de répartition.

Le caroubier est naturellement présent dans la végétation forestière ou pré-forestière thermophile de Méditerranée où il est souvent associé à Pistacia lentiscus. Il trouve dans le bassin ouest méditerranéen son plus grand gradient écologique, allant de l'Anti-Atlas au Maroc à la Côte d'Azur en France.

## Classification
Le genre Ceratonia ne comporte que deux espèces, l'espèce sœur de C. siliqua étant Ceratonia oreothauma arbre du sud de la Péninsule arabique (Oman, Yémen) et de d'Afrique de l'Est (Somalie). Le genre Ceratonia s'insère à la base de la phylogénie de la sous-famille des Caesalpinioideae avec Acrocarpus comme genre frère.

## Histoire
Le caroubier a fait l'objet d'un vaste projet de recherche international portant sur son écologie, ses symbiotes racinaires et son histoire évolutive. La phylogéographie du caroubier, appuyée par la caractérisation de sa diversité génétique, la modélisation de ses niches climatiques et des données de paléobotanique ont permis de proposer une nouvelle hypothèse sur l'origine et l'évolution du caroubier . Il apparaît notamment que le caroubier, différencié de son espèce sœur au Pliocène, a eu une grande distribution avant le Pléistocène, puis s'est raréfié lors des phases climatiques froides (glaciaires) et arides (interglaciaire). Les zones du Maroc et du sud de l'Espagne, protégées des fortes phases de continentalité hydrique par la proximité de l'océan, ont constitué des refuges où les populations du caroubier ont persisté lors des ères interglaciaires. À l'est, le caroubier a trouvé refuge au niveau de zones montagneuses proches de la mer, par exemple en Crète ou au Mont Liban. La structure de diversité génétique observée supporte l'hypothèse d'une domestication du caroubier à partir de populations naturelles locales à l'ouest et à l'est de la Méditerranée, et non pas d'une domestication orientale unique. L'ensemble de ces travaux publié dans la revue scientifique Journal of Biogeography a fait l'objet d'une synthèse dans La Garance Voyageuse.
En 1856, 8 000 caroubiers ont été exportés d'Espagne vers le Texas, l'Arizona, la Californie et la Floride. L'espèce s'est répandue largement en Californie où elle est même considérée comme espèce invasive car l'arbre recèpe quand on le coupe et ses graines sont trop largement disséminées par les coyotes[réf. souhaitée].

## Culture

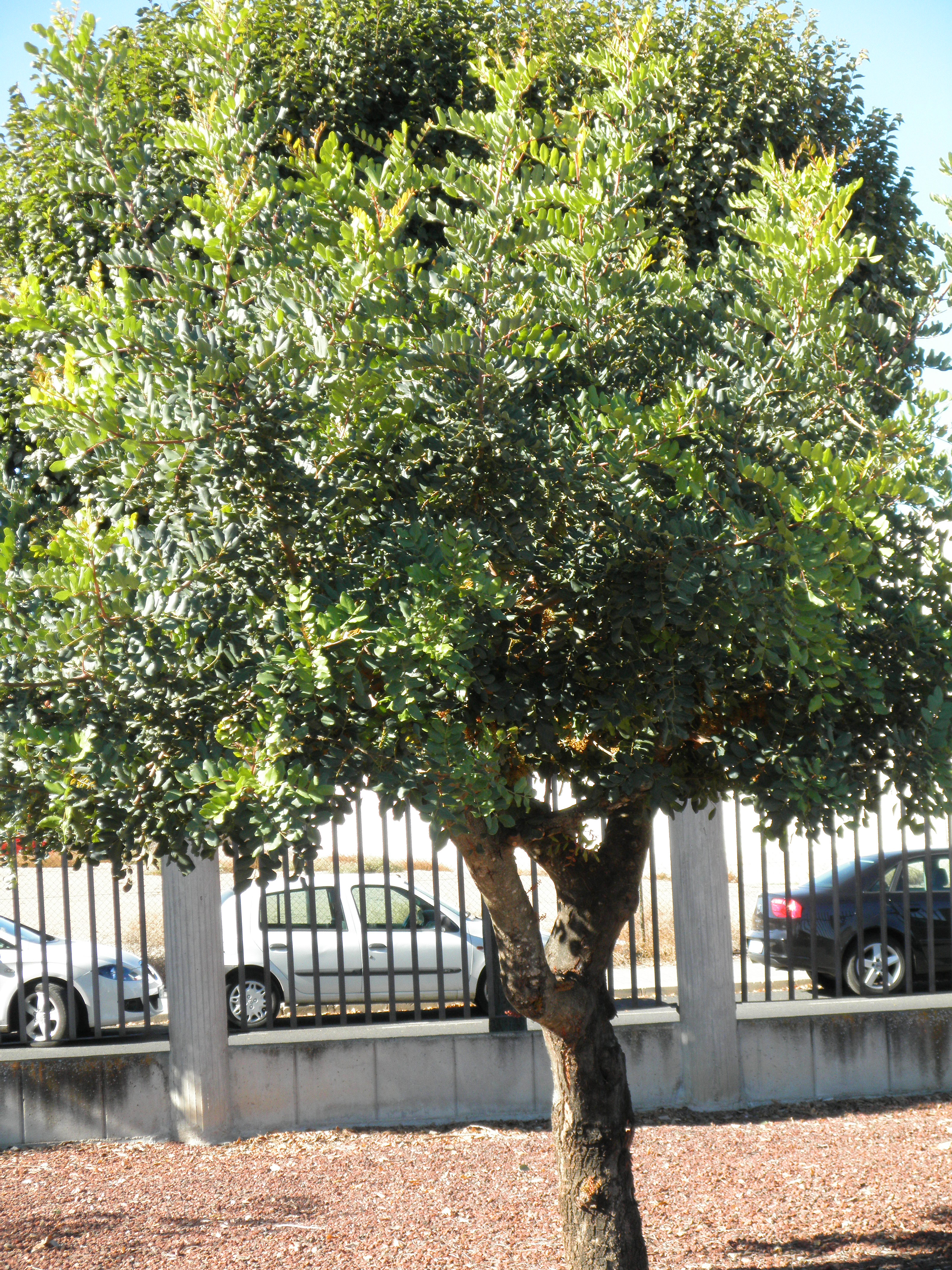
Spécimen taillé.

Le caroubier peut survivre à des sécheresses moyennes (bien moins longtemps que l'olivier) et à des sols pauvres, mais pour une bonne fructification, il a besoin de 500 à 550 millimètres de précipitations annuelles (ou d'irrigation) et de sols riches (ou de fertilisation). Il préfère les loams sableux bien drainés et tolère peu ou pas les sols argileux trop humides. Les systèmes racinaires profonds peuvent s'adapter à une grande variété de conditions de sol et sont assez tolérants au sel (jusqu'à 3 % dans le sol). Après avoir été irrigués avec de l'eau salée en été, les caroubiers pourraient éventuellement récupérer pendant les pluies d'hiver. Dans certaines expériences, les jeunes caroubiers étaient capables de fonctions physiologiques de base dans des conditions de sel élevées (40 mmol NaCl/l).
Le caroubier supporte bien la sécheresse mais il résiste mal au froid (il ne supporte pas les températures inférieures à - 5 °).
Le caroubier donne ses premières caroubes vers l'âge de 5 à 8 ans (en août/septembre) mais ce délai est ramené à 3 ans sur des arbres greffés.
Le caroubier forme naturellement de nombreux rejets de souche et forme rapidement des taillis quand les vergers cultivés sont abandonnés ou après un incendie.

### Pollinisation et sexualité du caroubier
Le caroubier est dioïque (rapport mâle/femelle 50-50 mais il existe des plants polygames et/ou hermaphrodites).
Les arbres strictement mâles ne donnent que des fleurs mâles et ne produisent donc pas de fruits. Ils ont une croissance plus vigoureuse que les arbres femelles.
Les arbres polygames hermaphrodites donnent à la fois des fleurs unisexuées (mâles ou femelles) et des fleurs hermaphrodites (mâles et femelles). Ils produisent donc moins de fruits que les arbres femelles mais ont l'avantage d'être auto-fertiles. Il existe deux formes de polygamie : 
- certaines variétés ont une majorité de fleurs hermaphrodites et une minorité de fleurs mâles ;
- d'autres (comme la variété tunisienne 'Sfax') ont une majorité de fleurs femelles et une minorité de fleurs hermaphrodites.

Il existe également des variétés comme 'Islay' qui sont dites « hermaphrodites pures » car elles ne produisent aucune fleur unisexuée.
Les fleurs de caroubier femelle doivent être pollinisées par des fleurs mâles. Les plantes polygames, hermaphrodites ou les arbres mâles, qui produisent respectivement moins ou pas de gousses, sont généralement plantés (en tant que pollinisateurs) à des densités plus faibles dans les vergers (1 pollinisateur entouré de 8 arbres femelles, soit 12 % de mâles mais on peut également utiliser des arbres hermaphrodites comme pollinisateurs, ce qui limite la perte de production). Pour une pollinisation plus longue, on recommande de planter différentes variétés de pollinisateurs car les fleurs femelles sont produites pendant près de 3 mois (septembre, octobre et novembre) et la floraison mâle d'une seule variété ne dure que 1 à 1,5 mois.

### Rendement
Un arbre adulte bien développé peut produire environ 50 à 100 kg de caroubes par an (en verger irrigué planté à 100 arbres par hectare). Un gros arbre isolé pourra produire 250-300 kg les années exceptionnelles. Mais certaines variétés sont sensibles à l'alternance bisannuelle, ce qui réduit le rendement global de l'exploitation. L'entrée en production des arbres femelles est souvent longue (4 à 5 ans après greffage pour les variétés les plus précoces telles que Rojal ou Ramillete). Les plants hermaphrodites produisent moins de fruits mais entre en production un peu plus tôt (2 à 3 ans après greffage).
Les vergers non irrigués sont traditionnellement plantés en faibles densités de 25 à 45 arbres par hectare. En verger irrigué et sur de bonnes terres, on peut planter jusqu'à 200 arbres par hectare (6 x 8 m).
La pleine production des arbres se produit principalement à un âge de 20 à 25 ans, lorsque le rendement se stabilise. On peut espérer un rendement de 2 tonnes de caroubes par hectare dans un vieux verger non irrigué et jusqu'à 7 tonnes/hectare dans un verger irrigué et planté de bonnes variétés productives. Le principal travail de cette culture se situe au moment de la récolte qui n'est pas évidente.
Le taux de graines dans la récolte varie entre 8 et 16 %. Certaines variétés comme Negra produisent peu de graines (8 %) mais beaucoup de pulpe. D'autres comme Duraio produisent beaucoup de graines (16 %) et donc moins de pulpe.

### Multiplication

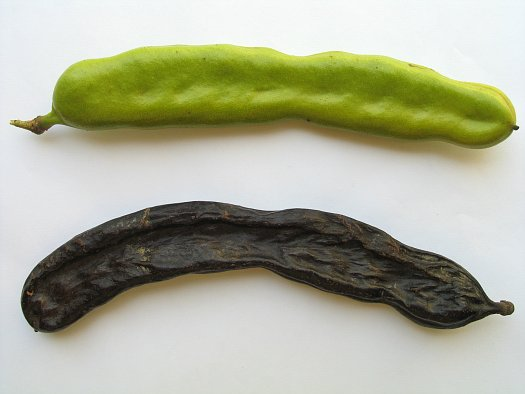
Caroubes.

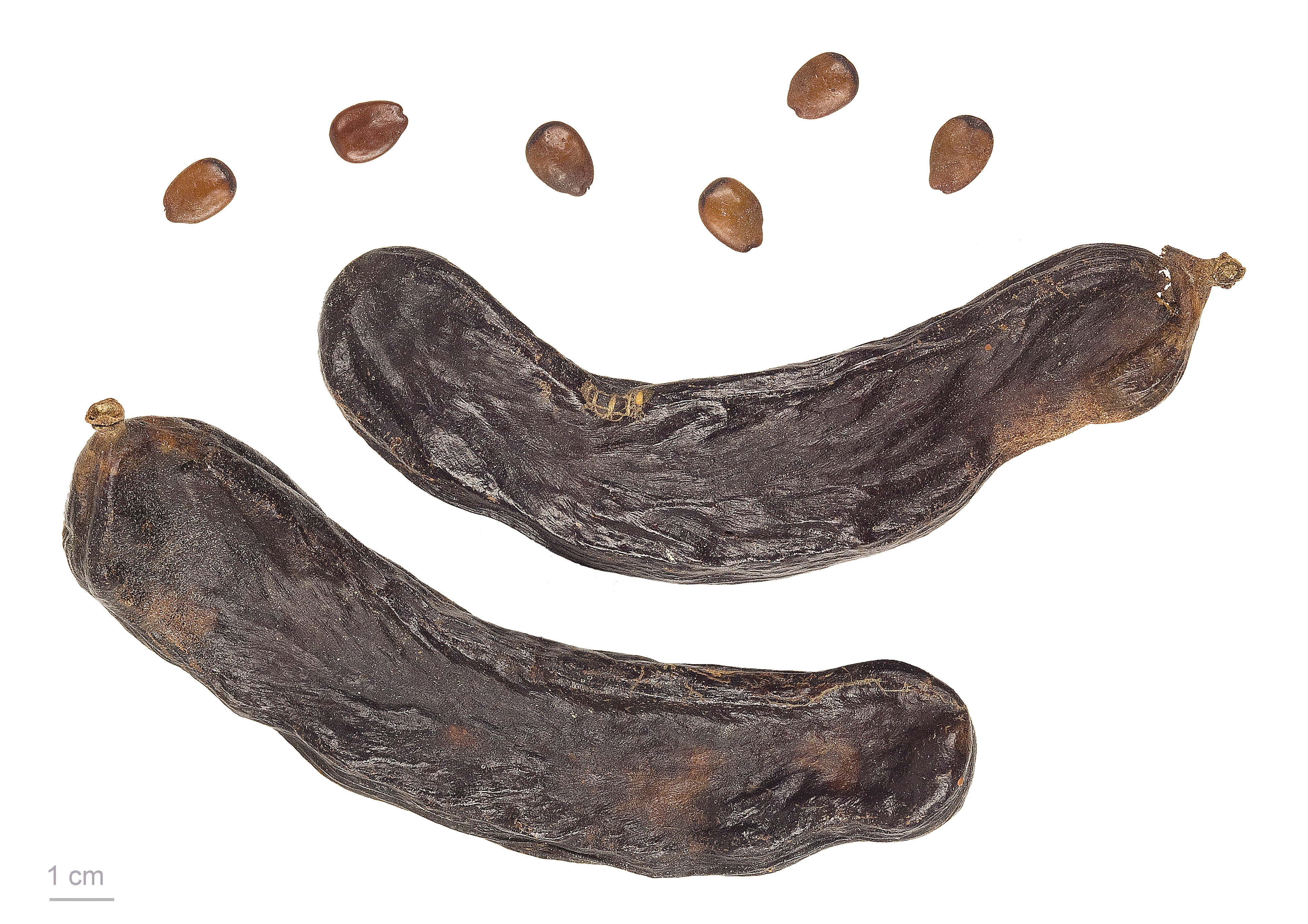
Ceratonia siliqua et leurs graines au Muséum d'histoire naturelle de Toulouse.

Les graines fraîches de caroubier germent normalement bien sans traitement préalable mais une fois qu'elles ont séché, elles deviennent très dures et n'absorbent plus l'eau empêchant ainsi la graine de germer.
Il faut alors tremper les graines dans l'acide sulfurique dilué (H2SO4) pendant une heure puis dans l'eau pendant vingt-quatre heures ou, en absence d'acide, les tremper dans de l'eau bouillante pendant quinze minutes en remuant puis laisser mariner pendant vingt-quatre heures. Le traitement à l'acide sulfurique remplace la relation entre la plante et l'animal qui habituellement mange la graine, la laisse mariner dans son tube digestif et ses sucs gastriques quelques heures puis la rejette.
La germination peut aussi être obtenue simplement par l'abrasion mécanique d'une portion limitée de la cuticule dure des graines de caroubier, avant trempage dans l'eau.
Les semis pouvant donner des plants mâles ou femelles, on les greffe généralement pour pouvoir choisir le sexe et la variété. On peut greffer sans souci un plant mâle sur un plant femelle et inversement. Le greffage se fait généralement sur des semis de 2 ans qui peuvent alors commencer à produire quelques caroubes dès la 5e année après la greffe.
Le bouturage est difficile sur le caroubier.

### Cultivars et objectifs de sélection
Aucune reproduction conventionnelle par croisement contrôlé n'a été signalée, mais une sélection à partir de vergers ou de populations sauvages a été effectuée. Les caroubes domestiquées (C. s. Var. Edulis) se distinguent de leurs parents sauvages (C. s. Var. Silvestris) par certains traits de rendement en fruits tels que la construction de gousses plus grosses, plus de pulpe et une teneur en sucre plus élevée. La plupart des quelque 50 cultivars connus sont donc d'origine inconnue et ne sont distribués qu'au niveau régional. 
Les différentes variétés se sont adaptées génétiquement aux exigences climatiques de leurs régions de culture et présentent une forte variation génétique et donc morphologique et agronomique.
Bien qu'une rupture partiellement réussie de la dioécie se soit produite, le rendement des arbres hermaphrodites ne peut toujours pas rivaliser avec celui des plantes femelles, car leurs capacités à porter des gousses sont mauvaises. La sélection future serait axée sur les aspects de qualité de transformation, ainsi que sur les propriétés permettant une meilleure mécanisation de la récolte ou des plantes hermaphrodites à meilleur rendement. L'utilisation de techniques de sélection modernes est limitée en raison du faible polymorphisme des marqueurs moléculaires.

## Composition de la caroube
Chaque caroube pèse entre 15 et 30 grammes (selon la variété et l'état de fraicheur) et contient de la pulpe charnue constituée de 40 % de sucres (glucose et du saccharose), 35 % d'amidon, 7 % de protéines, et, dans des proportions plus faibles, des graisses, des tannins et des sels minéraux. La caroube est riche en calcium, phosphore, magnésium, silice, fer et pectine. Les propriétés épaississantes sont dues à la présence d'un sucre, le galactomannane.

## Utilisation

### L'arbre
Le caroubier est cultivé dans les pays méditerranéens, notamment au Portugal, Espagne et en Sicile, en Crète où la production et la commercialisation des produits dérivés a repris depuis quelques années, et à Chypre où il est qualifié d'« or noir ». En France, à Villefranche-sur-Mer on cultivait le caroubier au XIXe siècle ; la belle couleur rouge du bois était appréciée en marqueterie. La chanson traditionnelle et les dictons populaires en portent encore témoignage.
Cet arbre mellifère au beau feuillage procure une ombre appréciée dans les pays ensoleillés. Il est utilisé comme arbre d'ornement et d'ombrage dans plusieurs villes d'Arizona et de Californie aux États-Unis, et dans certaines régions d'Australie.
Le bois de caroubier est un excellent bois de chauffage souvent préféré à l'olivier ou au chêne.

### Le fruit
Le caroubier est une plante mellifère intéressante à une période (l'automne) où pollen et nectar se font rares.
L'Algérie prévoit de planter 10 millions de caroubier d'ici à 2035, il existe 9 variétés de caroubiers en Algérie,.
Au Maroc, troisième pays producteur mondial de caroubes (2017), il est utilisé pour ses vertus médicinales car, grâce à sa teneur élevée en fibres, elle exerce un effet régulateur sur la fonction intestinale et est utilisée dans les cas de diarrhée ou de constipation chez les enfants. Elle est alors administrée sous forme de préparation instantanée, comme un chocolat chaud.

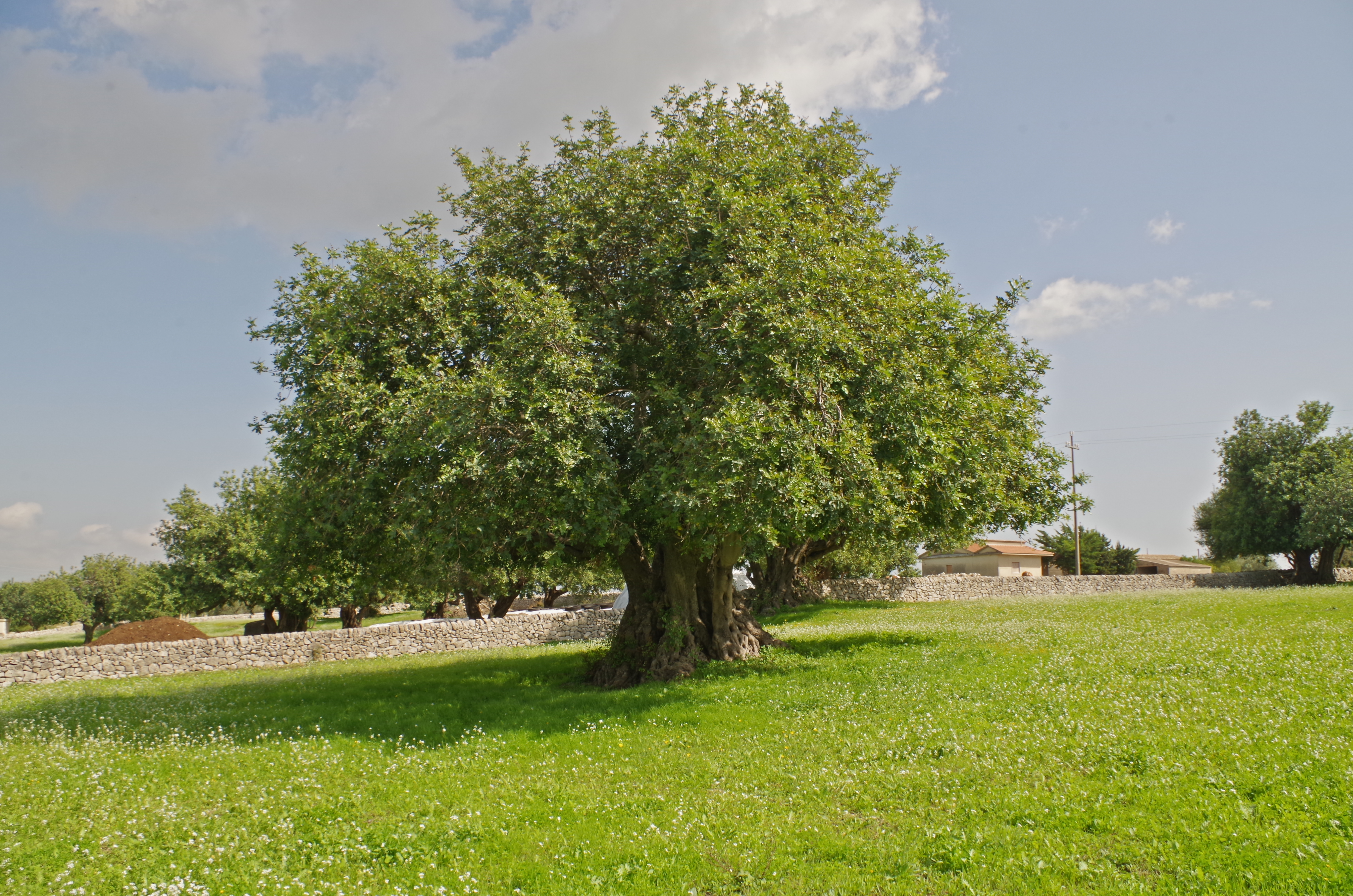
Caroubier monumental près de Raguse en Sicile.

À Chypre, on transforme la caroube en une sorte de confiserie, appréciée comme sucrerie locale. La fabrication commence par le broyage des graines, une extraction à l'eau puis une concentration à chaud pendant plusieurs jours ; le sirop concentré est travaillé au crochet. Le résultat final se rapproche de la texture du sucre d'orge mais avec une couleur bien plus foncée.
On tire du caroubier deux produits très différents utilisés abondamment par l'industrie alimentaire : la farine de caroube et la gomme de caroube.
- La gomme de caroube provient de l'endosperme blanc et translucide des graines, après élimination de la mince enveloppe brune qui le recouvre. Elle agit comme épaississant. Elle est surtout utilisée dans l'industrie alimentaire, mais aussi dans d'autres applications industrielles (industrie du papier, textile, pharmacie, cosmétique, etc.).
- La farine de caroube est obtenue à partir du broyage de l'intégralité de la gousse (pulpe et peau) à l'exception des graines. Le broyage des gousses génère le dégagement d'une odeur forte et persistante.

Alimentation humaine : si la consommation directe de caroubes n'a plus qu'une valeur anecdotique, la farine de caroube est utilisée de nos jours dans l'industrie agroalimentaire comme additif (code E410, épaississant ou gélifiant) pour les glaces, les pâtisseries, les aliments diététiques (pas de gluten dans la caroube), notamment comme succédané de cacao. La caroube, contrairement à son homologue le cacao, ne contient ni théobromine, ni caféine, deux alcaloïdes à l'action excitante sur l'organisme. Signalons toutefois que Guy Martin, le chef du Grand Véfour à Paris, n'hésite pas à employer des caroubes sèches entières dans ses recettes comme la soupe au chocolat (Recettes gourmandes, Éditions du Chêne, 1996).
- En Tunisie, elle est utilisée comme base des boissons gazeuses appelées boga et cidre El-Meddeb.
- Au Liban, le fruit est bouilli et son concentré donne une mélasse naturelle douce et onctueuse (debs kharoube). Mélangé à de la crème de sésame (tahini), il se mange avec du pain libanais. On lui prête une qualité de déconstipant.
- En Allemagne, les graines de caroube torréfiées sont utilisées en substitution du café. On peut aussi sucer les graines comme des bonbons.
- Alimentation infantile : la farine de caroube est utilisée dans le lait en poudre pour bébé comme épaississant en remplacement de la traditionnelle farine de blé. Ce genre d'épaississant est recommandé pour lutter contre le reflux gastro-œsophagien infantile. Cette farine de caroube est censée être moins allergène que la farine de céréales.

Alimentation animale : les caroubes constituent un excellent aliment énergétique pour le bétail. On les incorpore parfois dans les aliments composés. Les lapins en raffolent.
Dans la culture
- Poésie : on trouve de nombreuses références à ce fruit dans la littérature arabe et persane traditionnelle : Rouba'i-iatu Al-Khayyam (poèmes du Persan Omar Khayyam) ; poème d’Ahmad Rami dédié à la caroube.

- Bible : 
  - Il est fait mention de la caroube dans le Talmud[26] qui présente une parabole de l'altruisme, communément appelée « Honi et le caroubier », qui mentionne qu'un caroubier met 70 ans à porter pleinement ses fruits ; ce qui veut dire que le planteur ne bénéficiera pas de son travail, mais qu'il travaille dans l'intérêt des générations futures. En réalité, l'âge de fructification des caroubiers varie mais un semis produit généralement ses premières caroubes en moins de 10 ans.
  - Le caroubier est probablement mentionné dans le Nouveau Testament, dans Matthieu 3:4, en rapportant que Jean-Baptiste (d'où le terme Pain de Saint-Jean) vivait de « sauterelles et de miel sauvage » ; le mot grec traduit par « sauterelle » peut faire référence au fruit de la caroube plutôt qu'à l' insecte de la sauterelle. Ceci est suggéré parce que les termes hébreux pour « sauterelle » (hagavim) et « caroube » (haruvim) sont très similaires.
  - Les caroubes, carouges ou gousses, selon les traductions, sont aussi mentionnées dans l’Évangile selon Luc dans la parabole du Fils prodigue (chapitre 15, verset 16). Ayant dilapidé toute la fortune donnée par son père, celui-ci « aurait bien voulu se remplir le ventre des caroubes que mangeaient les porcs, mais personne ne lui en donnait. »

## Production
| Production de caroubes – 2017                      | Production de caroubes – 2017 |
| Pays                                               | (tonnes)                      |
| -------------------------------------------------- | ----------------------------- |
| Portugal                                           | 41,909                        |
| Italie                                             | 28,910                        |
| Maroc                                              | 21,983                        |
| Turquie                                            | 15,016                        |
| Grèce                                              | 12,528                        |
| Monde                                              | 136,540                       |
| – Production en tonnes (données FAOSTAT de la FAO) |                               |

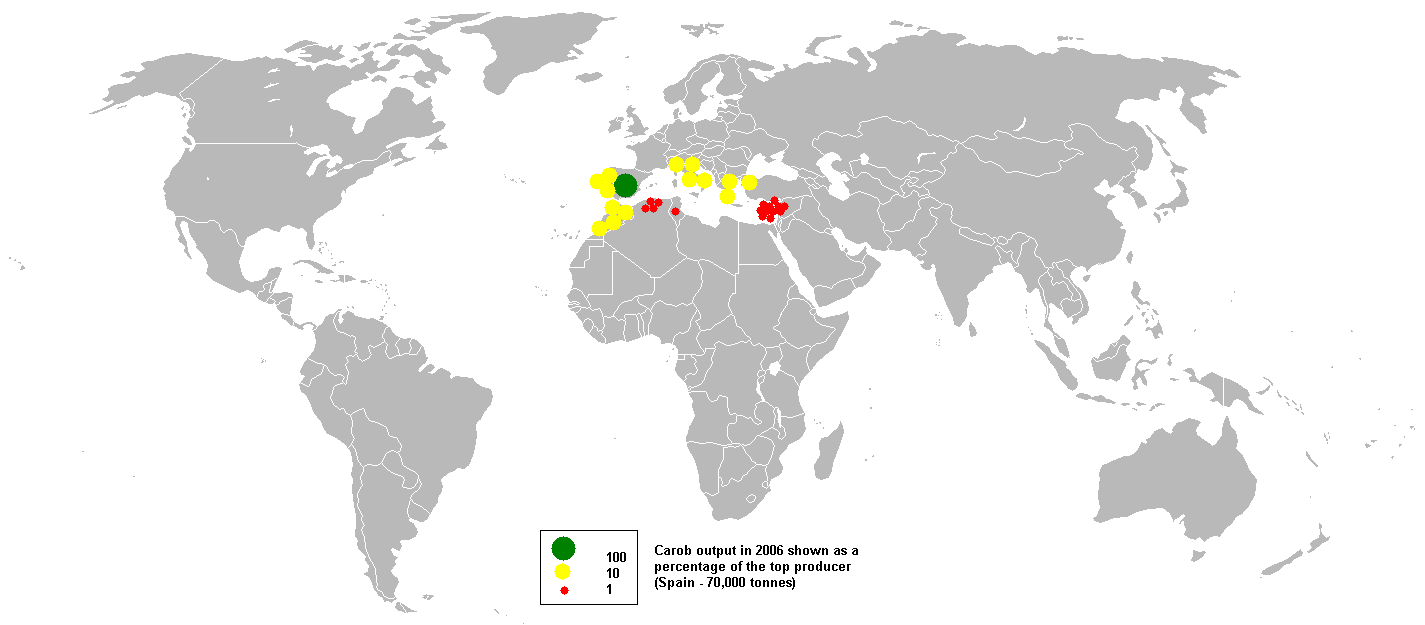
Répartition mondiale de la production de caroube en 2006 en pourcentage du premier producteur (Espagne : 70 000 tonnes).

La production mondiale de caroubes a considérablement diminué au cours des 80 dernières années, passant de 650 000 t en 1945 à 136 000 t en 2017. Les principales raisons sont les prix bas couplés à l'agriculture mécanisée et l'aménagement du littoral. L'intérêt des agriculteurs pour la caroube dans la plupart des pays méditerranéens (notamment l'Espagne) a diminué en raison des prix bas et de l'utilisation des terres côtières pour les routes, le développement de logements et les zones industrielles.
En 2017, la production mondiale de caroubes était de 136 540 tonnes, dominée par le Portugal, avec 30 % du total mondial. L'Italie, le Maroc, la Turquie, la Grèce, l'Espagne et Chypre étaient les autres grands producteurs (voir tableau).